# Meson T
Meson T là các meson giả định bao gồm một quark đỉnh và một trong những phản quark lên (T⁰
), phản quark dưới (T+
), phản quark lạ (T+
s), phản quark duyên (T⁰
c) hay phản quark đáy (T+
b).
Do thời gian tồn tại ngắn của hạt quark đỉnh, meson T không được cho là sẽ được tìm thấy trong tự nhiên. Mỗi meson T có một phản hạt bao gồm một phản quark đỉnh và quark lên (T⁰
), dưới (T⁻
), lạ (T⁻
s), duyên (T⁰
c) hay đáy (T⁻
b)